# (14339) Кнорре
(14339) Кнорре (лат. Knorre) — типичный астероид главного пояса, открыт 10 апреля 1983 года советским астрономом Людмилой Черных в Крымской астрофизической обсерватории и 30 марта 2010 года назван в честь астрономов Эрнста, Карла и Виктора Кнорре.

## Обнаружение и именование
(14339) Кнорре
Открыт 10 апреля 1983 года в Крымской астрофизической обсерватории Л. И. Черных.
Эрнст Христов Фридрих Кнорре (1759—1810) был первым астрономом Тартуского университета. Его сын Карл Фридрих Кнорре (1801—1883) был первым директором Николаевской военно-морской обсерватории. Виктор Карлович Кнорре (1840—1919) работал в Николаеве, Пулково и Берлине и открыл (158) Коронида и три другие малые планеты.
Оригинальный текст (англ.)14339 Knorre
Discovered 1983 Apr. 10 by L. I. Chernykh at the Crimean Astrophysical Observatory.
Ernest Khristov Knorre (1759—1810) was the first astronomer at Tartu University. His son Karl Khristov Knorre (1801—1883) was the first director of the naval Nikolaev Observatory. Victor Karlovich Knorre (1840—1919) worked in Nikolaev, Pulkovo and Berlin and discovered (158) Koronis and three other minor planets.
Источники: 20100330/MPCPages.arc; M.P.C. 69493.

## Орбита

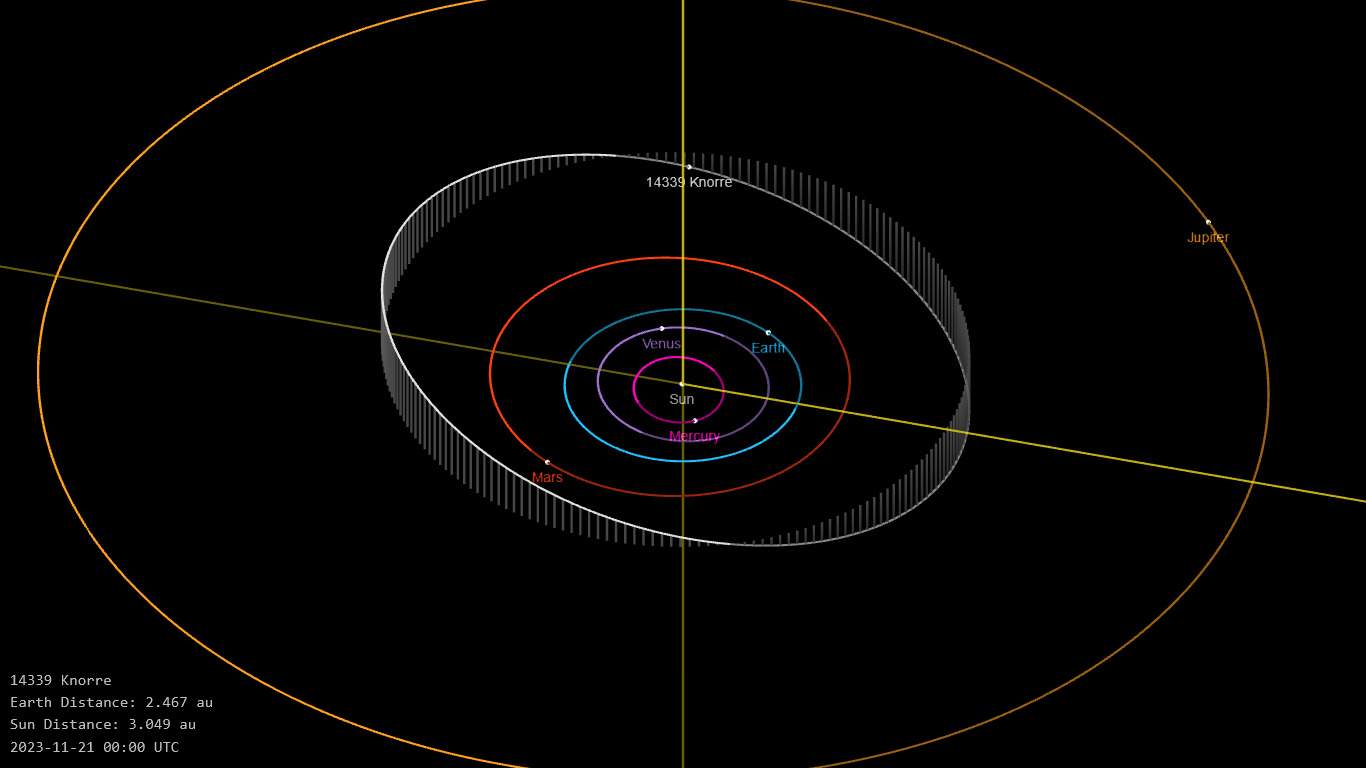
Орбита астероида Кнорре и его положение в Солнечной системе

## Физические характеристики
Астероид относится к таксономическому классу S.
По результатам наблюдений системы телескопов панорамного обзора и быстрого реагирования Pan-STARRS и наблюдений космического телескопа оптического диапазона Gaia абсолютная звёздная величина астероида сначала оценивалась равной 12,47±0,56m, позже — 12,40±0,30m.